# Mutter
Mutter là một trình quản lý của sổ ban đầu được thiết kế và triển khai cho hệ thống X Window, và gần đây đã phát triển để trở thành một trình biên soạn Wayland. ItNó trở thành trình quản lý của sổ mặc định trên GNOME 3, thay thế cho Metacity vốn dùng GTK+ để rendering. Mutter dùng một thư viện đồ họa được gọi là Clutter mang đến cho nó các tính của OpenGL. Tên gọi của nó là sụ ghép từ giữa Metacity và Clutter.
Mutter có các tính năng như quản  lý của sổ độc lập cho GNOME desktop, và hoạt động như trình quản lý của sổ chính của GNOME Shell, một phần không thể thiếu của GNOME 3. Mutter được mở rộng với các plugins và hỗ trợ nhiều hiệu ứng. GNOME Shell được viết như một plugin cho Mutter.
Gala, thành phần lõi của môi trường desktop Pantheon, được xây dựng bằng libmutter.
Budgie-wm, sử dụng trong môi trường desktop Budgie, là một trình quản lý cửa sổ được xây dựng trên libmutter.

## Phát triển
Adel Gadllah đã thêm các hỗ trợ cho HiDPI vào phiên bản 3.13 của Mutter.
Trong phiên bản 3.13.2 logind được tích hợp thay cho mutter-launch.
Trong phiên bản 3.13.3 (24/6/2014) các bit phía máy chủ của wl_touch_interface được triển khai bởi Carlos Garnacho.

## Hiệu năng
Các game OpenGL hoạt động với hiệu năng cao khi sử dụng một compositing window manager; trong tháng 6/2010, Phoronix đánh giá tương tự cho Mutter và Compiz.

## Phân nhánh

### Muffin
Muffin là phân nhánh của Mutter bởi Linux Mint team cho môi trường desktop Cinnamon của họ. Shell của Cinnamon, một phân nhánh của GNOME Shell, được viết như là một plugin cho Muffin.